# Rakaia minutissima
Rakaia minutissima (syn.: Neopurcellia minutissima) – gatunek kosarza z podrzędu Cyphophthalmi i rodziny Pettalidae.

## Biotop
Gatunek ten bytuje w ściółce drzew liściastych.

## Występowanie
Jak wszyscy przedstawiciele rodzaju jest endemitem Nowej Zelandii. Występuje na Wyspie Północnej w regionie Waikato.